# Bodocó
Bodocó este un oraș în Pernambuco (PE), Brazilia.